# Laguna Lo Custodio
La Laguna Lo Custodio es una laguna ubicada en las faldas Cerro La Pólvora de la ciudad de Concepción, Chile.
Esta laguna pertenece a las cuencas costeras e islas entre ríos Itata y Biobío, el ítem (082) del inventario de cuencas de Chile (BNA).: 4–111 

## Geografía
La ciudad de Concepción posee dos grupos de lagunas, uno al sur, que incluye las lagunas Chica de San Pedro de la Paz y la Grande de San Pedro de la Paz, y el sistema de lagunas al norte del Biobío, integrado por las lagunas Price, Redonda, Las Tres Pascualas, Lo Méndez, Lo Galindo, Lo Custodio y la Pineda.: 118 
Lo Custodio corresponde a una de las siete lagunas ubicadas en el Gran Concepción. Cercana a las lagunas Lo Méndez y Lo Galindo, es la menor de todas ellas, con una superficie de solo 3.4 ha, una profundidad menor a 1.5 m y un largo de 80 m.
La laguna, de origen fluvial-eólico, se formó aproximadamente entre 8000 y 6400 años atrás, desde las aguas del Río Biobío.